# Distretto di Viengthong (Houaphanh)
Il distretto di Viengthong  è uno degli otto distretti (mueang) della provincia di Houaphan, nel Laos.  Ha come capoluogo la città di Viengthong.